# Campeonato Mundial de Halterofilismo de 2009 - Até 62 kg masculino
A competição masculina na divisão até 62 kg foi realizada em entre 20 e 21 de novembro de 2009.

## Calendário
Os competidores foram divididos em três grupos:
| Dia            | Horário | Fase    |
| -------------- | ------- | ------- |
| 20 de novembro | 13:00   | Grupo C |
| 21 de novembro | 11:00   | Grupo B |
| 21 de novembro | 16:00   | Grupo A |

## Medalhistas
| Prova     | Ouro                  | Ouro   | Prata                   | Prata  | Bronze                | Bronze |
| --------- | --------------------- | ------ | ----------------------- | ------ | --------------------- | ------ |
| Arranque  | Ding Jianjun (CHN)    | 146 kg | Yang Fan (CHN)          | 144 kg | Eko Yuli Irawan (INA) | 140 kg |
| Arremesso | Eko Yuli Irawan (INA) | 175 kg | Yang Sheng-hsiung (TPE) | 170 kg | Yang Fan (CHN)        | 170 kg |
| Total     | Ding Jianjun (CHN)    | 316 kg | Eko Yuli Irawan (INA)   | 315 kg | Yang Fan (CHN)        | 314 kg |

## Recordes
Antes desta competição, os recordes mundiais da categoria eram os seguintes:
| Recorde         | Tipo      | Atleta            | Peso   | Local    | Data                 |
| Recorde mundial | Arranque  | Shi Zhiyong (CHN) | 152 kg | Esmirna  | 28 de junho de 2002  |
| Recorde mundial | Arremesso | Le Maosheng (CHN) | 182 kg | Busan    | 2 de outubro de 2002 |
| Recorde mundial | Total     | Zhang Jie (CHN)   | 326 kg | Kanazawa | 28 de abril de 2008  |

## Resultados
Ref.
| Pos. | Atleta                       | Grupo | Peso (kg) | Arranque (kg) | Arranque (kg) | Arranque (kg) | Arranque (kg) | Arremesso (kg) | Arremesso (kg) | Arremesso (kg) | Arremesso (kg) | Total (kg) |
| Pos. | Atleta                       | Grupo | Peso (kg) | 1             | 2             | 3             | Pos.          | 1              | 2              | 3              | Pos.           | Total (kg) |
| ---- | ---------------------------- | ----- | --------- | ------------- | ------------- | ------------- | ------------- | -------------- | -------------- | -------------- | -------------- | ---------- |
| 1    | Ding Jianjun (CHN)           | A     | 61,85     | 138           | 143           | 146           | 1             | 170            | 175            | 175            | 4              | 316        |
| 2    | Eko Yuli Irawan (INA)        | A     | 61,68     | 135           | 140           | 143           | 3             | 166            | 171            | 175            | 1              | 315        |
| 3    | Yang Fan (CHN)               | A     | 61,65     | 140           | 144           | 146           | 2             | 170            | 175            | 175            | 3              | 314        |
| 4    | Óscar Figueroa (COL)         | A     | 61,72     | 135           | 139           | 141           | 4             | 165            | 165            | 168            | 5              | 307        |
| 5    | Yang Sheng-hsiung (TPE)      | B     | 61,44     | 130           | 130           | 130           | 13            | 162            | 162            | 170            | 2              | 300        |
| 6    | Zulfugar Suleymanov (AZE)    | A     | 61,83     | 128           | 128           | 133           | 10            | 165            | 172            | 172            | 6              | 298        |
| 7    | Lázaro Ruiz (CUB)            | A     | 60,48     | 130           | 134           | 135           | 7             | 161            | 166            | 166            | 8              | 296        |
| 8    | Sajjad Behrouzi (IRI)        | A     | 61,64     | 135           | 138           | 141           | 8             | 161            | 166            | 171            | 9              | 296        |
| 9    | Diego Salazar (COL)          | A     | 61,73     | 132           | 137           | 137           | 11            | 162            | 162            | 162            | 7              | 294        |
| 10   | Ji Hun-min (KOR)             | A     | 61,60     | 137           | 137           | 141           | 6             | 155            | 165            | 165            | 10             | 292        |
| 11   | Erol Bilgin (TUR)            | A     | 61,93     | 133           | 135           | 140           | 9             | 155            | 160            | —              | 11             | 290        |
| 12   | Mohamed Ehab (EGY)           | B     | 61,68     | 125           | 126           | 126           | 15            | 154            | 154            | 160            | 13             | 280        |
| 13   | Masakazu Ioroi (JPN)         | B     | 61,59     | 125           | 125           | 130           | 16            | 150            | 154            | 156            | 12             | 279        |
| 14   | Bünyamin Sezer (TUR)         | B     | 61,90     | 125           | 131           | 134           | 12            | 140            | 147            | 147            | 20             | 278        |
| 15   | Tom Goegebuer (BEL)          | B     | 61,75     | 122           | 126           | 126           | 20            | 145            | 149            | 151            | 14             | 273        |
| 16   | Damian Wiśniewski (POL)      | B     | 61,66     | 120           | 125           | 127           | 14            | 145            | 151            | 151            | 21             | 272        |
| 17   | Ruslan Alpanov (UZB)         | B     | 61,78     | 123           | 126           | 126           | 18            | 145            | 149            | 152            | 17             | 272        |
| 18   | Dimitris Minasidis (CYP)     | B     | 62,00     | 125           | 128           | 128           | 17            | 145            | 150            | 150            | 23             | 270        |
| 19   | Meretguly Sähetmyradow (TKM) | B     | 61,99     | 117           | 121           | 124           | 21            | 144            | 144            | 144            | 24             | 265        |
| 20   | Kévin Caesemaeker (FRA)      | B     | 61,69     | 110           | 117           | 120           | 22            | 142            | 147            | 147            | 25             | 262        |
| 21   | Jasvir Singh (CAN)           | C     | 61,78     | 108           | 112           | 115           | 27            | 145            | 150            | 152            | 15             | 262        |
| 22   | Daniel Koum (AUS)            | C     | 61,75     | 113           | 113           | 113           | 26            | 144            | 147            | 150            | 19             | 260        |
| 23   | Petr Slabý (CZE)             | C     | 61,82     | 107           | 111           | 111           | 28            | 140            | 144            | 149            | 18             | 260        |
| 24   | Ivis Araujo (MEX)            | C     | 61,99     | 110           | 115           | 117           | 25            | 140            | 140            | 145            | 22             | 260        |
| 25   | Iván García (ESP)            | C     | 61,78     | 112           | 117           | 117           | 23            | 135            | 140            | 142            | 26             | 259        |
| 26   | Acorán Hernández (ESP)       | C     | 61,80     | 115           | 120           | 123           | 19            | 135            | 135            | 141            | 28             | 258        |
| 27   | Simon Ngamba (CMR)           | C     | 61,85     | 115           | 119           | 119           | 24            | 135            | 135            | 140            | 29             | 250        |
| 28   | Aaron Adams (USA)            | C     | 61,48     | 104           | 107           | 109           | 29            | 140            | 143            | 143            | 27             | 247        |
| —    | Ümürbek Bazarbaýew (TKM)     | A     | 61,98     | 133           | 137           | 138           | 5             | 155            | 155            | 155            | —              | —          |
| —    | Katsuhiko Uechi (JPN)        | B     | 61,82     | 122           | 122           | 122           | —             | 150            | 150            | 150            | 16             | —          |